# Paolo Carlini
Paolo Carlini (* 6. Januar 1922 in Santarcangelo di Romagna; † 3. November 1979 in Rom) war ein italienischer Schauspieler.

## Leben
Carlini startete seine Karriere als Bühnenschauspieler in jungen Jahren, nachdem er seine Sprechausbildung bei Teresa Franchini erhalten hatte. Der athletische, großgewachsene und sympathisch auftretende Darsteller wurde dann zu einem der beliebtesten jungen Helden neben großen Damen der Theaterszene wie Emma Gramatica, Elsa Merlini oder Anna Proclemer. Besondere Leistungen zeigte er als Protagonist in Henrik-Ibsen-Stücken oder als „Stanley Kowalski“ in Endstation Sehnsucht. Weitere bemerkenswerte Rollen waren im „Teatro Stabile“ Venedig neben Diana Torrieri oder als junger Held der „Compagnia Spettacoli Errepì“, mit der er neben Gino Cervi in Il cardinale Lambertini und in Cyrano de Bergerac auftrat. 1960 wurde Carlini Mitglied der Schauspieltruppe von Franco Enriquez, mit der er Shakespeare darbot, ein Jahr später sah man ihn neben Ornella Vanoni in Marcel Achards Der Idiot unter der Regie von Silverio Blasi.
Neben der Theaterarbeit stand er bereits während des Zweiten Weltkrieges in einigen Engagements vor der Filmkamera, sein Debüt machte er hier in einer Nebenrolle des 1940 entstandenen Addio, giovinezza!. Eine Rolle im internationalen Kino hatte er 1953 als Friseur von Audrey Hepburn in William Wylers Komödie Ein Herz und eine Krone.
Seine Bekanntheit führte bereits 1954 zu ersten Engagements des Fernsehens; in erster Linie blieb Carlini aber ein arbeitsamer Theaterdarsteller, der in den 1950er Jahren in zahlreichen Stücken neben Gramatica, Eva Maltagliati und mehrmals mit Lea Padovani große Bühnenerfolge feiern konnte. Gegen Ende dieses Jahrzehntes versuchte sich der romantische Held auch in Komödien; auch hier war ihm Erfolg beschieden. Sein Fernsehdurchbruch erfolgte 1957, als er mit der Fernsehverfilmung von „Il romanzo di un giovane povero“, erneut als Partner von Lea Padovani landesweit bekannt wurde. Seine Leistung wurde auch mit dem „Microfone d'argento“ prämiert. In der Folgezeit trat Carlini, nicht immer in Hauptrollen, in mehreren Fernsehfilmen in Erscheinung, bevor er ab 1963, beginnend mit Gian Vittorio Baldis erst vier Jahre später veröffentlichtem Debütfilm Luciano, una vita bruciana, wieder mehr für die Leinwand arbeitete.
Carlini starb mit 57 Jahren an einer Thrombose. Nach seinem Tode wurden Berichte über homosexuelle Beziehungen zum römisch-katholischen Klerus veröffentlicht, unter anderem gibt es Gerüchte über eine Beziehung mit dem späteren Papst Paul VI.

## Filmografie (Auswahl)
- 1940: Addio, giovinezza!
- 1952: Die Stumme von Portici (La muta di Portici)
- 1953: Ein Herz und eine Krone (Roman Holiday)
- 1959: Es begann in Neapel (It Started in Naples)
- 1967: Luciano, una vita bruciana (gedreht 1963)
- 1967: Chronik der Anna Magdalena Bach
- 1968: O tutto o niente
- 1974: Heiße Teens – Die erste Liebe (La ragazzina)
- 1975: Teenager lieben heiß (Blue jeans)
- 1976: Tagebuch einer Leidenschaft (Brogliaccio d'amore)
- 1979: Lo scoiattolo